# Сементовський Костянтин Максимович
Костянти́н Макси́мович Сементо́вський (Сементовський-Курилло, Сементовський-Курило) (псевдонім Калайденський; * 10 квітня 1823, с. Семеногірка, нині в складі с. Іркліїв Чорнобаївського району Черкаської області — 1902) — український етнограф, фольклорист і літературний критик.

## Біографічні дані
Молодший з трьох синів полтавського шляхтича лікаря Максима Пилиповича Сементовського-Курилла. 1839 закінчив Ніжинський ліцей князя О. А. Безбородька. Працював чиновником у Чернігові, Полтаві, Харкові, Орлі та інших містах.
Керував справами правління амурської компанії та вмістив низку статей з економічних і політичних питань в «Журналі для акціонерів» та «Біржових Відомостях» за 1865—1868.
Дійсний член Російського географічного товариства (від 1847).
Близький до Ізмаїла Срезневського, Миколи Костомарова, Григорія Квітки-Основ'яненка, Петра Гулака-Артемовського, Амвросія Метлинського.
Зібрав чимало фольклорних та етнографічних матеріалів про народні звичаї, багато народних загадок, замовлянь тощо.

## Праці
- «Нарис малоросійських повір'їв і звичаїв, що стосуються свят» («Очерк малороссийских поверий и обычаев, относящихся к праздникам» — в альманасі «Молодик» і в журналі «Маяк», 1843).
- «Г. Ф. Квітка-Основ'яненко. Біографічний нарис» («Г. Ф. Квитка-Основьяненко. Биографический очерк» — в журналі «Москвитянин», 1843).
- «Зауваження про свята в малоросіян» («Замечания о праздниках у малороссиян» з доповненнями та зауваженнями Срезневського, Костомарова та Метлинського — в журналі «Маяк», 1843).
- «Про характерників і малоросійські замовляння проти кулі» («О характерниках и малорусских заговорах против пули» — «Известия Императорского Русского Географического Общества», 1850).
- «Малоруські та галицькі загадки» («Малорусские и галицкие загадки» — 1851) .